# Compañía de los Caminos de Hierro del Este de España
La Compañía de los Caminos de Hierro del Este de España fue una pequeña empresa ferroviaria española que existió entre 1886 y 1892. Tuvo una corta existencia y atravesó numerosos problemas financieros, por lo que acabaría siendo anexionada por la compañía «Norte».

## Historia
La sociedad se constituyó en Valencia el 9 de diciembre de 1886 con un capital de diez millones de pesetas, quedando a cargo de la construcción de la línea Valencia-Utiel (que se encontraba inconclusa). Las obras restantes fueron completadas en 1887, siendo inaugurado el trazado. Sin embargo, se sucedieron los problemas económicos y la caída del tráfico, abandonándose los planes de continuar el ferrocarril hasta Cuenca. En 1890 la compañía tuvo que declarar la suspensión de pagos. En 1892 terminaría siendo anexionada por la Compañía de los Caminos de Hierro del Norte de España.